# Itaconsäure
Itaconsäure (C5H6O4) ist eine organische Dicarbonsäure. Sie entsteht als eines von drei Produkten bei der Destillation von Citronensäure. Itaconsäure ist in Wasser, Ethanol und Aceton löslich.

## Eigenschaften
Itaconsäure ist ein weißes und fast geruchloses Pulver. Die molare Masse beträgt 130,10 g·mol−1 bei einer Dichte von 1,63 g·cm−3. Es ist brennbar und hygroskopisch sowie mäßig in Wasser lösbar (77,4 g·l−1 bei 20 °C).

## Gewinnung und Darstellung
Die technische Produktion von Itaconsäure erfolgt biotechnologisch durch die Submersfermentation von Melasse und anderen Substraten mit Stämmen der Pilze Aspergillus itaconicus oder Aspergillus terreus. Dabei erfolgt theoretisch bei Nutzung einer 15%igen Saccharoselösung eine Umsetzung von 78 % zu Itaconsäure. Die Produktionsmenge auf Zuckerbasis beträgt mehr als 80 g/l.
Der Stoffwechselweg wurde 1931 erstmals für Aspergillus niger (heute Aspergillus itaconicus) und kurz danach auch für Aspergillus terreus nachgewiesen. Die Itaconsäure bildet sich als Nebenprodukt des Citratcyclus bei der Umsetzung von Citronensäure (Citrat) zu Isocitronensäure (Isocitrat) über die cis-Aconitsäure. Die cis-Aconitsäure wird zur Produktion der Itaconsäure decarboxyliert (es wird also CO2 entzogen) anstatt durch die Anlagerung von Wasser zu Isocitronensäure hydratisiert zu werden. Als Enzym für die Umsetzung zu Itaconsäure wird die cis-Aconitsäure-Decarboxylase genutzt. Der Maisbeulenbrand Ustilago maydis nutzt einen alternativen Biosyntheseweg. cis-Aconitsäure wird mit Hilfe der Aconitat-Δ-Isomerase (Adi1) zur thermodynamisch favorisierten trans-Aconitsäure umgewandelt. Die trans-Aconitsäure wird analog zu Aspergillus durch die trans-Aconitat-Decarboxylase (Tad1) zu Itaconsäure decarboxyliert.
Ein weiterer alternativer Biosyntheseweg verläuft von der Brenztraubensäure (Pyruvat) über Citratäpfelsäure, Citraconsäure und Itaweinsäure zur Itaconsäure.
Als Nebenprodukte entstehen Bernsteinsäure und Itaweinsäure, die im technischen Prozess unerwünscht sind. Die Bildung kann durch die Zugabe von Calcium, das die Itaconsäureoxidase hemmt, verhindert werden.

## Verwendung
Die Gesamtmenge der weltweiten Produktion von Itaconsäure beläuft sich auf mehr als 80.000 Tonnen pro Jahr bei einem Marktpreis von etwa 2 US$/kg (Stand 2009).
Itaconsäure wird als Comonomer für die Synthese von Polyacrylaten und Gummi verwendet. Weiterhin wird sie bei der Herstellung von Farben und Lacken, als Verdickungsmittel für Fette, für Pharmazeutika, als Herbizid und für biologisch abbaubare Polymere in der Verpackungsindustrie eingesetzt.
Gemeinsam mit weiteren biotechnologisch relevanten Chemikalien wurde Itaconsäure im Jahr 2004 durch das Department of Energy der USA als eine von zwölf Plattformchemikalien mit besonderem biotechnologischen Herstellungspotenzial identifiziert. Nach einer erneuten Bewertung wurde sie 2010 jedoch aufgrund verschiedener Kriterien aus der Liste der Hoffnungsträger gestrichen.